# Pycnogonidae
Pycnogonidae – rodzina kikutnic, jedyna z monotypowej nadrodziny Pycnognoidea lub rzędu Pycnogonomorpha.
Kikutnice ta pozbawione są nogogłaszczków i cheliforów. Ich ciało i odnóża są krótkie i przysadziste i mogą być pokryte siateczkowaniem. Zbudowane z ośmiu bądź dziewięciu członów owigery występują wyłącznie u samców, zaopatrzone są proste lub rozdwojone kolce i pazur końcowy, a pozbawione strigilis. Pazurki boczne na propodusie mogą być obecne lub nieobecne.
Rodzina ta obejmuje 3 rodzaje:
- Pentapycnon Bouvier, 1910
- Pycnogonum Bruennich, 1764
- Pycnopallene Stock, 1950